# Colegio Militar del Ejército
El Colegio Militar del Ejército, Cnl. Gualberto Villarroel López, más conocido como Colegio Militar, es el primer instituto de formación militar terrestre de Bolivia el cual es encargado de formar oficiales para el Ejército de Bolivia. Sus egresados ingresan al ejército en el escalafón de Oficiales subalternos y son titulados por la Universidad militar de las fuerzas armadas (UMFA) como licenciados en ciencias y artes militares terrestres, obteniendo de esta manera el grado de subteniente. De sus aulas egresaron varios militares que a futuro se convirtieron en Presidentes de Bolivia e importantes personalidades durante todo el siglo XIX, siglo XX y siglo XXI.  

## Primer periodo de influencia napoleónica (1825 - 1872)
Con el nacimiento de la República de Bolivia, nace también la necesidad de contar con una institución militar capaz de garantizar la libertad y soberanía que se adquirió después de muchos años de lucha por la independencia y contar también con una Escuela de Capacitación de sus cuadros de oficiales que implementen y conduzcan esa fuerza armada.
Es por eso que el 13 de diciembre de 1825, mediante decreto supremo del entonces presidente de Bolivia Simón Bolívar, se creó el primer Colegio Militar que adoptó planes de estudio con marcada influencia de la Escuela Politécnica de París, o sea propios de una Escuela de ingeniería.
El 22 de abril de 1842 el presidente de Bolivia, mariscal José Ballivián Segurola (1841-1848) ordena el traslado del Colegio Militar a la ciudad de La Paz, bajo la dirección del argentino Bartolomé Mitre, quien sería años después presidente de Argentina, posteriormente dispone su traslado a la hacienda de Mecapaca en las cercanías de la ciudad de La Paz a órdenes del Teniente Coronel José María de Achá (1861-1864) quien años después ocuparía también la silla presidencial de Bolivia.
Efímera fue la existencia del Colegio Militar en ese periodo, ya que los acontecimientos políticos que sucedieron en los años 50 del siglo XIX en Bolivia, causaron la casi desaparición del instituto, hasta que en el año 1859 el presidente José María Linares, como una forma de reivindicar las glorias militares bolivianas del pasado, estableció en el pueblo de Sapahaqui en el Departamento de La Paz una academia militar acorde con las necesidades de defensa de Bolivia. 
Cabes destacar que durante el gobierno del presidente José María Linares (1857-1861), el ejército boliviano tuvo su lucidez, ordenándose que en sapahaqui, a 74 km de la ciudad de La Paz, se estableciera una academia militar con disciplina férrea y haciendo un culto verdadero a la profesión.
Durante el gobierno del presidente Mariano Melgarejo Valencia (1864-1871), se ascendía rápidamente de rango al cadete que demostraba simpatía y lealtad con el "régimen melgarejista" sin tener en cuenta los méritos alcanzados en instrucción y estudio de los otros cadetes.

## Segundo periodo de influencia prusiana y francesa (1872 - 1911)

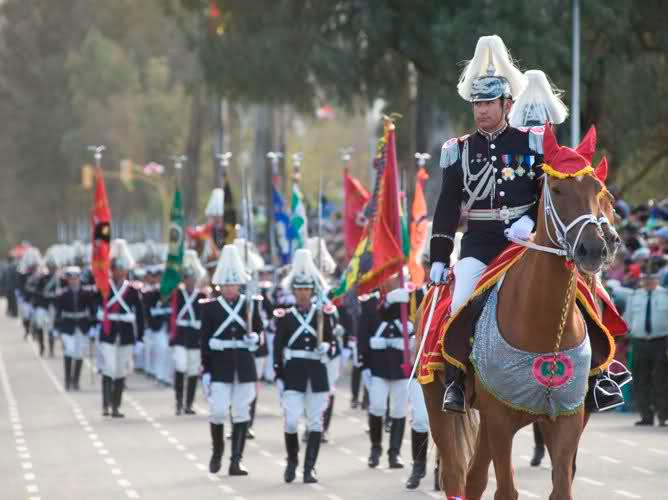
Cadetes del Colegio Militar de Ejército desfilando en las instalaciones.

Para el 18 de diciembre de 1872, el presidente boliviano Tomás Frías Ametller, contrató los servicios del prestigioso militar francés y héroe de la Guerra franco-prusiana general Raulus Brisson quien pasó a comandar el Colegio Militar.
El 17 de abril de 1891, durante la presidencia de Aniceto Arce y el entonces su ministro de guerra, Severo Fernández Alonso, auspició el funcionamiento del Colegio Militar en la ciudad de Sucre, lo que fue concretado por el senado boliviano el 18 de abril del mismo año, a lo cual el instituto castrense quedaría bajo las órdenes del General Pedro Villamil cuando retorne de Francia después de haber realizado cursos de Comando y Estado mayor en París. El efectivo en ese entonces del instituto militar estaba compuesto por 27 cadetes. El 25 de julio de 1891, se decidió ubicarlo en Sucre (Capital de Bolivia) y de ahí llevarlo a la población de Yotala en el Departamento de Chuquisaca.

### Temporal traslado a Oruro (1899)
En 1898 estalló la Guerra Federal que trajo como consecuencia una orden para reducir el efectivo del personal de cadetes y además se dispone el traslado de la institución a la ciudad de Oruro, cambio que se efectuó en julio de 1899, permaneciendo temporalmente en esta ciudad hasta enero de 1900, para ser nuevamente trasladado a la ciudad de La Paz por órdenes del general y recientemente posesionado presidente de Bolivia José Manuel Pando.
Cuando el Colegio Militar se trasladó a la ciudad de La Paz, el presidente José Manuel Pando había dispuesto que se compre predios en la mejor zona de la ciudad y que el local fuese amplio y agradable, es así que se adquirieron terrenos donde actualmente funciona el monoblock de la Universidad Mayor de San Andrés (UMSA).

### Participación en la Guerra del Acre (1899 - 1903)
Después de algunos años de interrupción como consecuencia de la Guerra Federal de 1898, el 30 de octubre de 1900, el Colegio Militar reabre sus puertas a la ciudadanía y juventud boliviana a abrazar la carrera de las armas y es durante la Guerra del Acre  con el Brasil (1899 - 1903) donde prueban su valor y profesionalismo, participando en diferentes acciones bélicas importantes y de gloria para el ejército boliviano.[cita requerida]

## Tercer periodo de influencia alemana (1911 - 1935)
En 1911 es designado comandante del Colegio Militar el mayor Friedich Muther, miembro de la misión militar alemana que llegó a Bolivia.

### Participación en la Guerra del Chaco. Promoción "Tres Pasos al Frente" (1933 - 1935)
Durante la Guerra del Chaco (1932 - 1935) se pone a prueba la eficacia, el profesionalismo y el valor militar de los cadetes del Colegio Militar, cuando el 6 de octubre de 1933 al requerirse voluntarios para ir a la línea de fuego, el batallón de cadetes, en un solo movimiento, dan los históricos Tres Pasos al Frente, siendo este acto el primero y el único de esta naturaleza que se pudo evidenciar de una institución militar.
El coronel Miguel Azurduy Estenssoro se convirtió en el antepenúltimo sobreviviente de esta promoción.
El coronel Jorge Barrenechea Guzmán se convirtió en el penúltimo integrante de esta promoción. Barrenechea falleció el 25 de marzo de 2014
Hasta el 21 de marzo de 2015 (82 años después), aun quedaba con vida el último sobreviviente de esta promoción (Rogelio Ayala Tapia), el cual fue condecorado con la medalla Mariscal Andrés de Santa Cruz.
El 15 de noviembre de 2020 fallece en la ciudad de Santa Cruz de la Sierra, el último sobreviviente de la promoción “Tres pasos al Frente”, Gral. Brig. Bén. Numa René Ávila del Carpio que marchó al campo de batalla a los 17 años durante la Guerra del Chaco y que en dos días más se aprestaba a cumplir 107 años de vida.

## Cuarto periodo de influencia estadounidense (1935 - 1952)
Una vez terminada la guerra del chaco (1932-1935) con el Paraguay, en 1937 y durante el gobierno del presidente David Toro se decide reabrir el Colegio Militar en el cuartel de San Jorge siendo su reapertura oficial el 18 de abril de 1937 bajo el mando del general Baldivieso y con un efectivo de 155 cadetes de los cuales 40 ya ostentaban el grado de subteniente de reserva que se les confirió por participación en la Guerra del Chaco.
Ya durante el gobierno del presidente Germán Busch Becerra en 1939, viendo la necesidad de contar con una nueva instalación para la enseñanza de futuros cadetes, se eligen los terrenos de la zona de Irpavi en La Paz donde se empieza a elaborar planos para ser aprobados por el ministerio de defensa, dándose inicio a la construcción del nuevo edificio, el 26 de mayo de 1939 a horas 11 de la mañana como el relataba el periódico El Diario. 
La nueva infraestructura del instituto se inauguró el 18 de abril de 1941 durante el gobierno del presidente Enrique Peñaranda Castillo. El batallón de cadetes en ese entonces estaba organizado como un cuerpo de cadetes con tres compañías de infantería y una agrupación táctica.

## Quinto periodo de reforma nacional (1952 - 2005)
Debido a los problemas y convulsiones políticas que se dieron en Bolivia en abril de 1952, el Colegio Militar, bajo las órdenes del entonces presidente Hugo Ballivián Rojas, es obligado a salir a las calles de la ciudad de La Paz a reprimir a las marchas y protestas civiles de la sociedad boliviana en ese entonces a favor del político Víctor Paz Estenssoro.
El 9 de abril de 1952, ya durante la presidencia de Víctor Paz Estenssoro, es clausurado el Colegio Militar con el siguiente comunicado del 7 de mayo de ese mismo año:

"...que por determinación del gobierno de la integración nacional y habiendo los cadetes del Colegio Militar tomado parte activa en la Revolución Nacional de 1952, utilizando sus armas contra el pueblo, el Colegio Militar del Ejército es clausurado definitivamente..."
Gobierno de la Revolución Nacional (7 de mayo de 1952).

El 2 de julio de 1952, por orden del día de las fuerzas armadas No.12/53, son dados de baja y expulsados definitivamente del instituto todos los cadetes de primer, segundo, tercer y cuarto año militar que se encontraban estudiando en el Colegio Militar hasta el 9 de abril de 1952.
El 1 de septiembre de 1952, al ver el gobierno nacional de la revolución la necesidad de contar con un instituto de formación militar de acuerdo con la doctrina nacional del partido político del MNR, el gobierno del presidente Víctor Paz Estenssoro, decide reabrir el colegio militar, es en ese entonces que el  12 de octubre de 1952 se reabre el colegio militar del ejército, bajo el mando del Coronel Gualberto Olmos Arrazola, egresando después de 10 meses los primeros 17 subtenientes.
Por decreto supremo del 14 de julio de 1953 y por orden del día de las fuerzas armadas del mismo año, se dispone el cambio de denominación de: Colegio Militar general  "Pedro Villamil pasa a llamarse Colegio Militar del Ejército - Cnl. Gualberto Villarroel López en reconocimiento y homenaje al presidente mártir de Bolivia. 
El 19 de diciembre de 1964, durante el gobierno de René Barrientos Ortuño, se dispone la reincorporación a las fuerzas armadas con el grado de subteniente a todos los ex cadetes que fueron dados de baja unos 12 años atrás, durante la Revolución de 1952. Aunque después de haber transcurrido más de una década, pues solo muy pocos decidieron volver nuevamente.

## Primera generación de mujeres (1979 - 1985)
Durante la década de los años 80, se suscitaron una serie de hechos trascendentales, que han coadyuvado a que la mujer boliviana sea incluida en las Fuerzas Armadas.
A finales de 1979, durante el gobierno del presidente David Padilla Arancibia, el colegio militar abrió sus puertas a las primeras damas cadetes, hecho que fue propulsado por Barbara Isabel Villavicencio Alvarez, actual oficial en reserva con el cargo de Coronel Daen., quien presentó una carta de solicitud de ingreso al Colegio Militar, la cual después de ser evaluada y aceptada generó que el 16 de marzo de 1979 el Colegio Militar comunique en el periódico la fecha de exámenes de ingreso para damas. En los años 1980, 1981, 1982 y 1983 también ingresaron damas y se graduaron en los años 1984 y 1985. En total, egresaron 47 damas oficiales, época en la que Bolivia se encontraba en una profunda crisis económica y democrática.
En 1983 y durante el segundo gobierno del presidente Hernán Siles Suazo, se toma la decisión de prohibir para siempre y definitivamente el ingreso de mujeres a cualquier instituto de formación militar de Bolivia. Las únicas promociones de mujeres que egresaron en esa década fueron la de 1982, 1984 y 1985. A este grupo de mujeres se las llamó la "primera generación" porque abrieron las puertas para el ingreso por primera vez de mujeres a una institución militar en Bolivia aunque su generación haya sido corta.

## Segunda generación de mujeres (2003-presente)
Tuvieron que pasar 20 años (1983-2003) para que a finales del año 2002 y durante el segundo gobierno del presidente Gonzalo Sánchez de Lozada se tome la decisión de una equidad e igualdad de género, se llega a la conclusión, para el siguiente año de incorporar nuevamente a mujeres al colegio militar del ejército.
En 2003 ingresaron las primeras mujeres cadetes al instituto, egresando como subtenientes la primera promoción el año 2007 y continuando sucesivamente de esa manera hasta la actualidad. A este grupo de mujeres militares se las llama y se las a puesto el nombre de "segunda generación".

## Programa Indígena Originario (2005 - 2013)
El año 2004 y durante el gobierno del presidente Carlos Mesa, el gobierno toma la decisión de insertar en las filas del colegio militar del ejército a jóvenes indígenas originarios campesinos procedentes de las áreas rurales de Bolivia, como una forma de dar más igualdad social y crear oportunidades de entrar al instituto a personas de bajos recursos económicos.
Los primeros postulantes indígenas ingresaron el año 2005 para luego egresar la primera promoción como subtenientes el año 2009. Este programa se eliminó tiempo después, debido a la discriminación del nombre del programa. A partir de entonces todo ciudadano boliviano tiene el derecho de ingresar al colegio militar sin discriminación de raza, de apellido, del color de piel, estatura, o recursos económicos.

## Programa de becas para soldados (2014 - presente)
El año 2014 y durante el segundo gobierno del presidente Evo Morales Ayma, se toma la decisión de incorporar a instituciones militares a soldados, que durante su servicio militar obligatorio hayan sobresalido en la instrucción y que se destacaron en méritos.

## Sistema de formación militar
La formación de las damas y caballeros cadetes es integral, razón por la cual el plan de enseñanza está estructurado por las áreas: académica militar, educación de cultura física militar, formación disciplinaria y moral. Estas dos últimas áreas se desarrollan de manera transversal durante todo el periodo de formación.1

## Área académica militar
Estructurada en dos semestres académicos, con módulos y unidades de enseñanza orientados a la capacitación del futuro oficial del ejército, con competencias en ciencia y arte militar.
Se desarrolla en aulas, gabinetes y prácticas en el terreno, proporcionando conocimientos filosóficos, doctrinarios y técnicos de la ciencia y arte militar terrestre, necesarios para el planeamiento, la conducción y el entrenamiento de las unidades bajo su responsabilidad.
Comprende actividades de instrucción, entrenamiento y ejercicios tácticos en el terreno, con el propósito de formar a la dama y caballero cadete con competencias de liderazgo, instrucción, conducción y administración de la sección.

### Primer año militar
Conduce a lograr un Soldado profesional, para lo cual, las damas y caballeros cadetes son instruidos en técnicas del combate diurno y nocturno para desempeñarse como combatientes individuales o conformando una unidad a nivel escuadra y sección de infantería; complementando su formación con técnicas de defensa personal y un intensivo entrenamiento físico.    

### Segundo año militar
Destinado a formar a un Soldado especialista en armas, en la cual las damas y caballeros cadetes, son entrenados e instruidos en materia de las diferentes armas de acompañamiento: fusiles, ametralladoras, morteros, lanzacohetes, etc., con aplicación táctica en el terreno y complementadas con un intensivo entrenamiento físico.

### Tercer año militar
Orientado a generar competencias como un Soldado líder de equipo, para lo cual las damas y caballeros cadetes, son instruidos en la teoría y la práctica de las tácticas y técnicas de combate en las diferentes armas, que le permitirá realizar la elección del arma a la cual pertenecerá (infantería, caballería, artillería, ingeniería, comunicaciones, logística o inteligencia) constituyéndose en una de las primeras opciones de especialización profesional que ofrece la carrera militar.

### Cuarto año militar
Encauzado en la formación de un Líder de unidad, en su nivel, en la cual las damas y caballeros cadetes, son capacitados para ejercer el mando sobre sus subordinados, en la impartición de la instrucción en las diferentes armas, así mismo en la administración en el instituto con responsabilidad, y a su egreso cumplir tareas en el ámbito militar y en apoyo al desarrollo nacional.

## Área de cultura física
- Capacitar al cadete combatiente para el desempeño de tareas militares acordes con las actividades de combate, apoyadas en principios y objetivos fisiológicos fundamentales, a través del trabajo orgánico y neuromuscular.
- Crear hábitos en el cadete que tiendan al perfeccionamiento y desarrollo físico individual, al incremento de la capacidad de trabajo, obtención y conservación de la buena salud.
- Desarrollar destrezas militares acordes a las necesidades del servicio y cualidades volitivas como la audacia, el coraje, el espíritu de lucha y el espíritu de cuerpo, constituyéndose en un medio adecuado para la formación integral del cadete.

## Armas
Para el tercer año de permanencia en el instituto militar, la dama y el caballero cadete tiene la posibilidad de escoger una de las 7 armas al cual pertenecerá durante todo su servicio como militar y las cuales son:
- Infantería
- Caballería
- Artillería
- Ingeniería
- Comunicaciones
- Logística
- Inteligencia

## Años de servicio
La dama y el caballero cadete, tiene que permanecer y cumplir 4 años de estudio en el Colegio Militar del Ejército para obtener y egresar con el grado de subteniente y así incorporarse al escalafón de armas de las fuerzas armadas de Bolivia.
| Años de estudio | Grado                         |
| --------------- | ----------------------------- |
| 1° año          | Cadete de primer año militar  |
| 2° año          | Cadete de segundo año militar |
| 3° año          | Cadete de tercer año militar  |
| 4° año          | Cadete de cuarto año militar  |

| Años de Oficial | Grado               |
| --------------- | ------------------- |
| 1° - 5° año     | Subteniente         |
| 6° - 10° año    | Teniente            |
| 11° - 15° año   | Capitán             |
| 16° - 20° año   | Mayor               |
| 21° - 25° año   | Teniente Coronel    |
| 26° - 30° año   | Coronel             |
| ---             | General de Brigada  |
| ---             | General de División |
| ---             | General de Ejército |

Una vez egresado como subteniente del arma al cual corresponde, tiene la obligación de prestar en su condición como militar un mínimo diez años de servicio al país, como retribución a los gastos que el Estado boliviano hizo en su educación, vestimenta, alimentación, el uso de equipos militares,  materiales de entrenamiento, el alojamiento y la permanencia gratuita de los 4 años de estudio que este estuvo como dama o caballero cadete en el Colegio Militar.
Una vez cumplidos los diez años mínimos de servicio obligatorio, el oficial tiene la opción de continuar voluntariamente con su carrera militar o pedir su baja definitiva y retirarse de las fuerzas armadas, sin reclamo alguno ni derecho a recibir su renta de jubilación de militar.
El servicio como oficial de las fuerzas armadas de Bolivia tiene la duración de 35 años de continua carrera y de servicios al Estado, de lo cual los 10 primeros años son de obligatoriedad y los restantes 20 voluntarios, ascendiendo de grado cada 5 años y jubilándose con el grado de coronel a los 30 años, los cuales son los siguientes:

### Cadete
- Postulante a cadete (permanencia en este puesto por un mes mientras duren los exámenes de admisión al Colegio Militar).
- Cadete de Primer año (el tiempo de permanencia en este grado es de 1 año), teniendo la posibilidad de ganar el cordón verde por méritos.
- Cadete de Segundo año (el tiempo de permanencia en este grado es de 1 año) teniendo la posibilidad de ser el escolta del abanderado.
- Cadete de Tercer año (el tiempo de permanencia en este grado es de 1 año), teniendo la posibilidad del ser el escolta del abanderado.
- Cadete de Cuarto año (Brigadier) (el tiempo de permanencia en este grado es de 1 año), además de tener la posibilidad por méritos de ser el primer o segundo abanderado de la institución y ascender a los grados de Subrigadier, a Brigadier o a Brigadier Mayor).

### Oficial Subalterno
- Subteniente (el tiempo de permanencia en este grado es de 5 años)
- Teniente (el tiempo de permanencia en este grado es de 5 años)
- Capitán (el tiempo de permanencia en este grado es de 5 años)

### Oficial Superior
- Mayor (el tiempo de permanencia en este grado es de 5 años)
- Teniente Coronel (el tiempo de permanencia en este grado es de 5 años)
- Coronel (el tiempo de permanencia en este grado es de 5 años)

### Oficial General
- General de Brigada (el tiempo de permanencia en este grado es de 1 año), solo llegan a este grado los cadetes que fueron Sub-Brigadieres
- General de División (el tiempo de permanencia en este grado es de 1 año), solo llegan a este grado los cadetes que fueron Brigadieres
- General de Ejército (el tiempo de permanencia en este grado es de 1 año), solo llega a este grado el cadete que fue Brigadier Mayor de su curso, siendo este el mayor cargo jerárquico al que puede aspirar y alcanzar un militar.